# Saint-Sylvain-d'Anjou
Saint-Sylvain-d'Anjou era una comuna francesa situada en el departamento de Maine y Loira, de la región de Países del Loira, que el 1 de enero de 2016 pasó a ser una comuna delegada de la comuna nueva de Verrières-en-Anjou al fusionarse con la comuna de Pellouailles-les-Vignes.

## Demografía
| Gráfica de evolución demográfica de Saint-Sylvain-d'Anjou entre 1800 y 2013 |
|                                                                             |

Los datos demográficos contemplados en este gráfico de la comuna de Saint-Sylvain-d'Anjou se han cogido de 1800 a 1999 de la página francesa EHESS/Cassini, y los demás datos de la página del INSEE.

## Hermanamiento
- Vícar, España[5]